# Palaeosepsis punctulata
Palaeosepsis punctulata är en tvåvingeart som beskrevs av Ozerov 2004. Palaeosepsis punctulata ingår i släktet Palaeosepsis och familjen svängflugor.
Artens utbredningsområde är Bolivia. Inga underarter finns listade i Catalogue of Life.